# Sokpettyes virágbogár
A sokpettyes virágbogár (Oxythyrea funesta) a rovarok (Insecta) osztályának bogarak (Coleoptera) rendjébe, ezen belül a mindenevő bogarak (Polyphaga) alrendjébe és a ganajtúrófélék (Scarabaeidae) családjába tartozó faj. Magyarországon is megtalálható, közönséges faj.

## Előfordulása
Európában és Észak-Afrikában fordul elő. Magyarországon mindenhol megtalálható, gyakori faj. Gyűjtési adatai májustól augusztusig vannak.

## Megjelenése
A sokpettyes virágbogár 10–14 mm nagyságú, zömök testű bogár. Teste fekete, fémes csillogással, testfelülete elszórtan szőrözött. Az előtor hátán 2 sorba rendezett 3-3, szegélyén 2-3 fehér folt található. Szárnyfedőin is elszórt fehér foltok láthatóak. A pajzsocska csúcsa hegyes.

## Életmódja

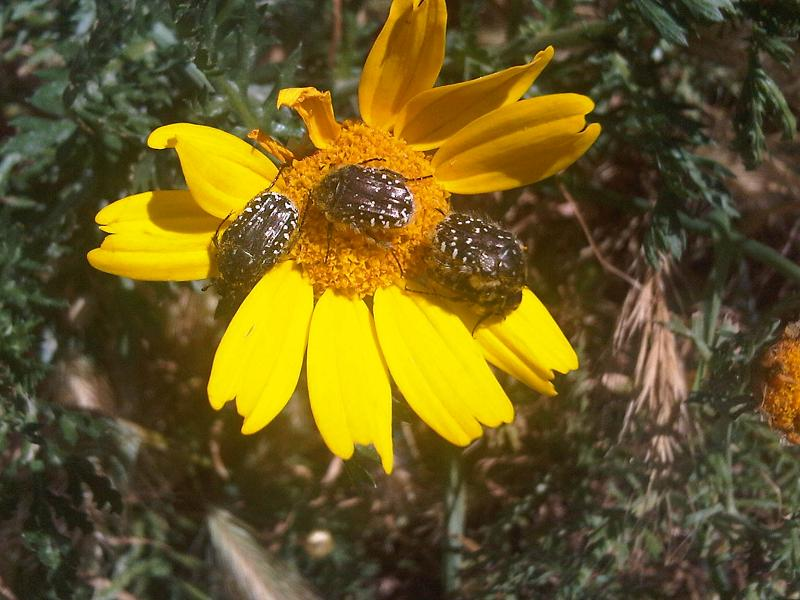
Sokpettyes virágbogarak Máltán

A kifejlett bogár viráglátogató, pollennel táplálkozik. Sokféle virágon megtalálható, de leggyakoribb rózsán és bogáncson.

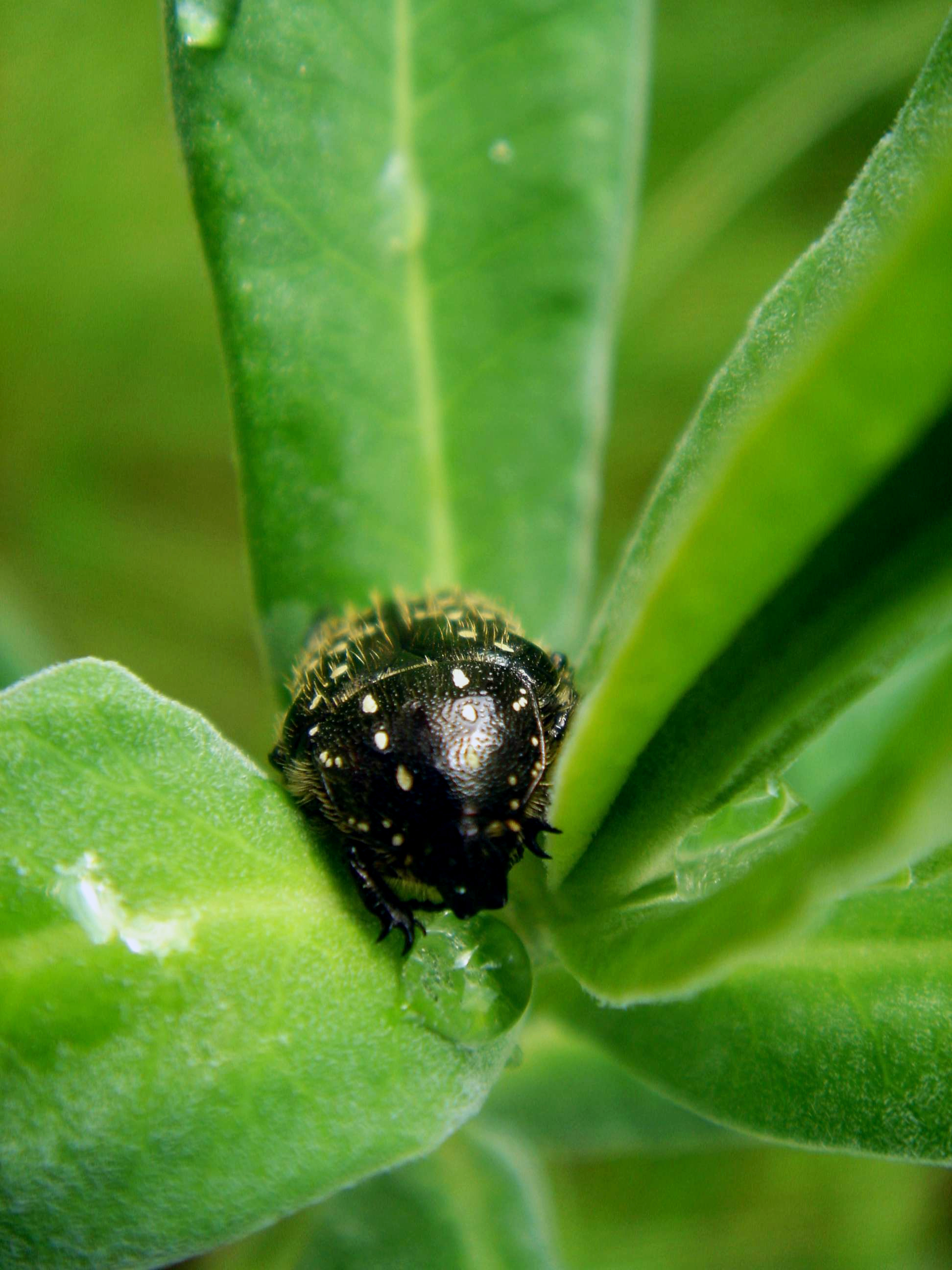
Oxythyrea funesta iszik

Gazdasági kárt nem okoz.